# Gelijkmachtigheid
Twee verzamelingen {\displaystyle A} en {\displaystyle B} worden in de verzamelingenleer, een deelgebied van de wiskunde, gelijkmachtig genoemd als zij dezelfde kardinaliteit hebben, dat wil zeggen als er een bijectie {\displaystyle A\to B} bestaat. Dit wordt meestal aangegeven door
{\displaystyle |A|=|B|}
of ook wel door
{\displaystyle A\approx B} of {\displaystyle A\sim B}
Gelijkmachtigheid heeft de karakteristieke eigenschappen van een equivalentierelatie. De kardinaliteit van een verzameling wordt door een kardinaalgetal gegeven. Twee gelijkmachtige verzamelingen hebben, omdat zij dezelfde kardinaliteit hebben, hetzelfde kardinaalgetal.
Wanneer er tussen twee verzamelingen in beide richtingen een injectie is, bestaat er volgens de stelling van Cantor-Bernstein-Schröder een bijectie tussen de twee en zijn zij gelijkmachtig.
Wanneer een verzameling {\displaystyle A} een echte deelverzameling {\displaystyle B} omvat, maar {\displaystyle A} en {\displaystyle B} toch gelijkmachtig zijn, heet {\displaystyle A} een Dedekind-oneindige verzameling. De rationale getallen {\displaystyle \mathbb {Q} } zijn daar een voorbeeld van. Neem {\displaystyle A=\mathbb {Q} } en {\displaystyle B=\mathbb {Z} }. Zowel {\displaystyle \mathbb {Q} } als {\displaystyle \mathbb {Z} } is aftelbaar, dus zijn ze gelijkmachtig, maar {\displaystyle \mathbb {Z} } is een echte deelverzameling van {\displaystyle \mathbb {Q} }.